# Hymenostylium xanthocarpum
Hymenostylium xanthocarpum là một loài rêu trong họ Pottiaceae. Loài này được (Hook.) Brid. mô tả khoa học đầu tiên năm 1827.